# Die Teufelsinsel (1939)
Die Teufelsinsel ist ein US-amerikanisches Filmdrama aus dem Jahr 1939 mit Boris Karloff in der Hauptrolle. Der Film wurde von Warner Bros. produziert.

## Handlung
Nachdem der Chirurg Dr. Gaudet einen verletzten entflohenen Häftling verarztet hat, wird er festgenommen und wegen Verrates zu zehn Jahren Haft auf der Teufelsinsel verurteilt. Der Kommandant der Strafkolonie, Colonel Lucien, regiert sein kleines Reich mit aller Strenge und Gewalt. 
Als die Gefangenen einen Ausbruch versuchen, wird die Tochter des Kommandanten, Collette, schwer am Kopf verletzt. Wegen seiner Rolle beim Ausbruchsversuch wird Gaudet von Lucien zum Tode verurteilt. Gaudet bietet an, Collette zu behandeln, wenn ihm die Todesstrafe erlassen wird. Lucien geht auf Druck seiner Frau auf die Forderung ein.
Nachdem Gaudet das Mädchen gerettet hat, wird er dennoch in eine Grube geworfen. Die verärgerte Madame Lucien will aus Dank für die Rettung ihrer Tochter Gaudet zur Flucht verhelfen. Sie organisiert ein kleines Boot, mit dem Gaudet und ein paar Kameraden die Insel verlassen. Schon bald geht der Sprit aus, ein Verfolgerboot schließt auf und bringt die Flüchtigen zurück zur Teufelsinsel.
Lucien verurteilt Gaudet erneut zum Tode. Seine Frau eilt aufs Festland um beim neu eingesetzten Gouverneur um Gnade zu bitten. Der Gouverneur ist entsetzt über die Korruptheit des Kommandanten. Er begnadigt Gaudet und lässt Lucien verhaften.

## Produktion
Gedreht wurde der Film von Ende Juni bis Anfang August 1938 im Los Angeles County Arboretum and Botanic Garden sowie in den Warner-Studios in Burbank.
Nach der Veröffentlichung kam es zu Protesten der französischen Regierung, die die negative Darstellung ihrer Strafkolonie kritisierte. Da das Produktionsstudio Probleme mit dem französischen Markt vermeiden wollte, wurde der Film aus dem weltweiten Verleih genommen. Erst nach der deutschen Besetzung Frankreichs wurde der Film wieder außerhalb der USA vertrieben.

## Stab und Besetzung
Max Parker war der Art Director. Der für die Musik zuständige Howard Jackson adaptierte für diesen Film von Max Steiner komponierte Stücke.
In kleinen nicht im Abspann erwähnten Nebenrollen traten Harry Cording, Earl Dwire, Vera Lewis und Paul Panzer auf.

## Synchronisation
Die Synchronisation entstand 1996 durch die TaunusFilm Synchron GmbH. Heinz Freitag war der Autor des Buches und gleichzeitig Dialogregisseur.
| Rolle                              | Schauspieler     | Deutscher Synchronsprecher |
| ---------------------------------- | ---------------- | -------------------------- |
| Dr. Gaudet                         | Boris Karloff    | Thomas Fritsch             |
| Col. Lucien                        | James Stephenson | Lutz Mackensy              |
| Mdme Lucien                        | Nedda Harrigan   | Katja Nottke               |
| Pierre                             | Adia Kuznetzoff  | Tilo Schmitz               |
| Demonpre                           | Robert Warwick   | Joachim Nottke             |
| Marcal                             | Pedro de Cordoba | Lothar Blumhagen           |
| Gouverneur Beaufort                | Charles Richman  | Eric Vaessen               |
| LeBrun                             | Stuart Holmes    | Alexander Herzog           |
| Generalanwalt                      | Leonard Mudie    | Klaus Jepsen               |
| Debriac                            | Egon Brecher     | Michael Telloke            |
| Präsident des Schwurgerichts       | Frank Reicher    | Friedrich W. Bauschulte    |
| Georges                            | Richard Bond     | Stefan Staudinger          |
| Besitzer des Fluchtbootes          | Dick Botiller    | Uwe Karpa                  |
| Soupy                              | Sidney Bracey    | Tom Deininger              |
| Captain der Wache                  | Al Bridge        | Wolfgang Völz              |
| Verleser der Anklageschrift        | Nat Carr         | Karl-Ulrich Meves          |
| Gendarm                            | Glen Cavender    | Eberhard Prüter            |
| Kriminalbeamter                    | Davison Clark    | Wolfgang Thal              |
| Korrupter Wärter                   | Harry Cording    | Bernd Schramm              |
| Priester                           | Earl Dwire       | Hans-Ulrich Lauffer        |
| Gerichtsdiener                     | Eddie Foster     | Uwe Paulsen                |
| Kapitän des Gefangenentransporters | John Hamilton    | Hans Nitschke              |
| André                              | John Harmon      | Kaspar Eichel              |
| Dr. Duval                          | Edward Keane     | Manfred Wagner             |
| Hawkins                            | George Lloyd     | Karl Schulz                |
| Sprecher der Geschworenen          | Paul Panzer      | Frank Ciazynski            |
| Daniel                             | Earl Smith       | Jürgen Kluckert            |
| Kutscher                           | Walter Soderling | Karl-Heinz Grewe           |
| Bobo                               | Will Stanton     | Uwe Paulsen                |
| Torwache                           | Elliott Sullivan | Tom Deininger              |

## Veröffentlichung
Die Premiere des Films fand am 7. Januar 1939 statt. In der Bundesrepublik Deutschland wurde er am 23. April 1983 im deutschen Fernsehen ausgestrahlt.

## Kritiken
Das Lexikon des internationalen Films schrieb: „Abenteuerlich-dramatische Schilderung der Zustände in der französischen Strafkolonie auf der Inselgruppe Französisch-Guayana.“
Die Filmzeitschrift Cinema bescheinigte Boris Karloff großes Format abseits des Horror-Genres.
Bosley Crowthers von der The New York Times lobte die Offenheit und offensichtlichen Realismus des Werkes. Karloff biete reine gediegene Charakterisierung, Stephenson sei bewundernswert erfolgreich, Hass gegenüber dem satirischen Kommandanten zu entfachen.